# Paul Morrissey
Paul Morrissey, född 23 februari 1938 i New York, död 28 oktober 2024 i New York, var en amerikansk filmregissör, mest känd för sitt samarbete med Andy Warhol.
Paul Morrissey använde inte manus i sina filmer i början, utan lät skådespelarna improvisera istället. Han använde sig av samma skådespelare som Andy Warhols, såsom Joe Dallesandro, Holly Woodlawn och Candy Darling. Paul Morrisseys tidiga filmer är autentiska och enkla. Han är mest känd för sin trilogi Trash, som inkluderade filmerna Flesh (1968), Trash (1970) och Heat (1972). Morrissey gjorde även senare kultskräckfilmer som Flesh for Frankenstein (1973) och Blood for Dracula (1974).

## Filmografi (i urval)
- 1966 – Chelsea Girls
- 1968 – Flesh
- 1970 – Trash
- 1972 – Heat
- 1973 – Flesh for Frankenstein
- 1974 – Blood for Dracula
- 1978 – En jycke för mycket